# Valanga umana
Valanga umana è un film del 1929, diretto da Gustaf Molander. 

## Trama
In una piccola cittadina mineraria a nord del circolo polare artico, Torsten e il suo amico Lars, uno addetto al turno diurno e l'altro a quello notturno della miniera, abitano insieme ad Eva, la sorella di Torsten nonché fidanzata di Lars.
Presso la locale taverna, gestita da Axel, il vecchio Heikka racconta che i suoi progenitori gli avrebbero confidato dell'esistenza di un luogo sulle montagne, che egli vuole mantenere segreto, dove è nascosto dell'oro in gran quantità. Un giorno Torsten, che ha una storia amorosa con Märta, la figlia di Axel, le dice di aver comperato il segreto di Heikka, e che intende andare a cercare il tesoro, della cui ubicazione disegna una mappa. Nel frattempo Märta ha sedotto Lars, e, mostrandogli la mappa, fa sì che anche lui parta alla ricerca dell'oro.
I due amici, entrambi alla ricerca del tesoro, si incontrano casualmente in un capanno di montagna. Qui finiscono per confessarsi le proprie relazioni con Märta, il che incrina la loro amicizia al punto che essi vengono ad uno scontro, a seguito del quale Lars viene lasciato solo all'esterno, mentre la tempesta, che infuriava ormai da qualche giorno, non si placa.
Dopo qualche tempo in paese danno i due uomini per dispersi; Eva, che è a conoscenza della tresca di Lars, si confronta con Märta; mentre Keikka, dal canto suo, nega di aver mai rivelato a chicchessia il suo segreto. Torsten fa ritorno, e riferisce della verosimile morte di Lars alla sorella e a Märta, che lascia la cittadina.
Ma Lars non è morto: è stato raccolto e tratto in salvo da alcuni pastori lapponi che transitavano per la località montana con le loro renne. Quando Lars torna Eva è contenta di vederlo in vita, ma amareggiata dal suo tradimento. Suonano le campane per dare l'allarme: in miniera si è verificato un crollo, e Torsten è rimasto seppellito sotto le macerie. Lars accorre e, nonostante il parere contrario dei compagni, osa avventurarsi sotto terra e riesce a porre in salvo Torsten, che è sorpreso di rivedere l'amico, che dava per morto. Eva e Lars si riappacificano.